# 卢西亚峰
80°18′S 155°23′E / 80.300°S 155.383°E
卢西亚峰（英語：Lucia Peak）是南極洲的山峰，位於奧茨地，處於亞當斯峰西北面4公里，屬於不列顛嶺中拉文斯山脈的一部分，現時由南極條約體系管理。